# Vriesea tonduziana
Vriesea tonduziana är en gräsväxtart som beskrevs av Lyman Bradford Smith. Vriesea tonduziana ingår i släktet Vriesea och familjen Bromeliaceae. Inga underarter finns listade i Catalogue of Life.